# Музаффар-шах II
Шамс-уд-Дин Музаффар Шах II или Музафар II, урожденный Халил-Хан (? — 5 апреля 1526) — султан Гуджарата из династии Музаффаридов (1511—1526). Старший сын гуджаратского султана Махмуда Бегады и его жены, раджпутки Рани Хирабай.

## Правление
Султан Гуджарат Махмуд Бегада (1445—1511), правивший в 1458—1511 годах, был выдающимся правителем из династии Музаффаридов. У него было четыре сына: Халил-Хан, Мухаммад-Кала, Апа-Хан и Ахмед-Хан. 23 ноября 1511 года после смерти своего отца 27-летний Халил-хан вступил на султанский престол под титулом Музаффар-шаха
Некоторое время до смерти своего отца принц Халил-хан жил в Бароде (сейчас — Вадодара), а вскоре после своего вступления на престол он посетил этот район и основал город под названием Даулатабад. В 1514 году Рао Бхим, сын Рао Бхана из раджпутского княжества Идар, разбил Айн-уль-Мулька, гуджаратского губернатора Патана, который направлялся в Ахмадабад, чтобы засвидетельствовать своё почтение султану. После своего возвращения губернатор попытался наказать Рао Бхима, но потерпел неудачу и сам был побежден. Когда прибыл сам Музаффар-шах, Рао Бхим покинул Идар и заключил мир, согласившись платить большую дань. Султан двинулся на Годхру, а оттуда через Даход на Малву и вскоре прибыл в Дхар.
В начале 1514 года португальский генерал-губернатор Афонсу де Альбукерке направил посольство к султану Гуджарата Музаффар-шаху II, чтобы получить разрешение на строительство форта на острове Диу. Однако гуджаратский султан отказался дать согласие на строительство португальской крепости.

## Идар
После короткого пребывания в Малве, стремясь воспользоваться состоянием малавского султана Махмуда (1511—1531), который был в состоянии войны со своей знатью, Музаффар-шах вернулся в Мухаммадабад (Чампанер). В это время Раималь, племянник покойного Рао Бхима из Идара, изгнал сына Рао Бхармаля с помощью своего тестя, раны Санграма Сингха из Читтора (1482—1528), и унаследовал титул вождя в Идаре.
Музаффар-шах был недоволен вмешательством раны и приказал Низам-хану, султану Ахмаднагара (сейчас — Химатнагар), выгнать Раимала и восстановить в правах вождя Бхармаля. Низам-хан занял княжество Идар и отдал власть в княжестве Бхармалю. Раималь отправился в горы, где Низам-хан, неосторожно преследуя его, вступил с ним в бой, потерял много людей.
Султан Музаффар-шах посетил Идар. Вскоре после этого Низам-хан, губернатор Ахмеднагара, заболел и был вызван к султанскому двору. Он оставил Идара под присмотром Захир-уль-Мулька, оставив ему небольшой конный отряд. Раймаль внезапно вернулся в Идар и убил Захира-уль-Мулька и двадцать семь его людей. Услышав это, Музаффар-Шах II приказал Низам-хану уничтожить Биджапур.

## Малва
В 1517 году знать Малвы пытались вмешать во внутренние дела гуджаратского султаната Музаффар-шаха, утверждая, что министр Медини Раи планирует свергнуть султана Малвы Махмуда Хилджи II и узурпировать трон. Музаффар-шах обещал прийти на помощь, а вскоре после этого султан Махмуд Хилджи, спасаясь от Медини Раи, сам обратился за помощью к гуджаратскому монарху.
В 1518 году Музаффар-шах во главе армии выступил из Годхры на Малву, а по прибытии в Дхар этот город был эвакуирован Медини Раи. Султан осадил Манду, столицу султаната, а Медини Рай призвал на помощь рану Читтора. Когда рана прибыл в Сарангпур, Музаффар-шах отделил отряд, заставивший рану отступить. Манду был взят. Это завоевание фактически поставило Малавский султанат во власть Музаффар-шаха, но он с честью восстановил на престоле султана Махмуду Хилджи.
В 1519 году было получено известие о поражении и взятии в плен малавского султана Махмуда Хилджи раной Читтора. Музаффар-шах послал войска, чтобы защитить Манду. Но рана Читтора, который отличился тем, что освободил султана Малвы и оставил его сына вместо себя в качестве заложника, вернулся в свои владения. Низам-хан, губернатор Идара, вызвал рани Санграма Сингха к себе и повесил ему цепь, заставив вместе с ней уйти. Вскоре в результате разногласий в штабе Низам-хан отступил в Ахмеднагар и оставил небольшой гарнизон в Идаре. Когда рана Санграм Сингх с войском подошел к Идар, гарнизон оказал сопротивление, но был разбит. Из Идана рана Читтора выступил на Ахмеднагар, нанес поражение Низам-хау, вынудив его отступить в Ахмедабад, в то время как рана разграбил Вишалнагар (сейчас — Вишнагар).
В 1521 году Малик Айяз Султани, губернатор Сората, был послан с большим войском в поход на Читтор, чтобы отомстить за этот набег. Разногласия между Маликом Айязом и знатью Гуджарата помешали этой военной кампании. Музаффар-шах, крайне недовольный результатом, готовился лично выступить против Читтора. Но рана прислал в Ахмадабад своё посольство вместе со своим сыном и ценными подарками.
Вскоре после смерти Малика Айяза, Музаффар-шах передал отцовские владения его старшему сыну Малику Исхаку. Малик Исхак сохранил за собой Сорат в качестве джагира. В следующем году гуджаратский султан занялся укреплением своей территории, укрепляя пограничные форты, особенно крепость Модаса, которую он восстановил.

## Смерть и преемственность

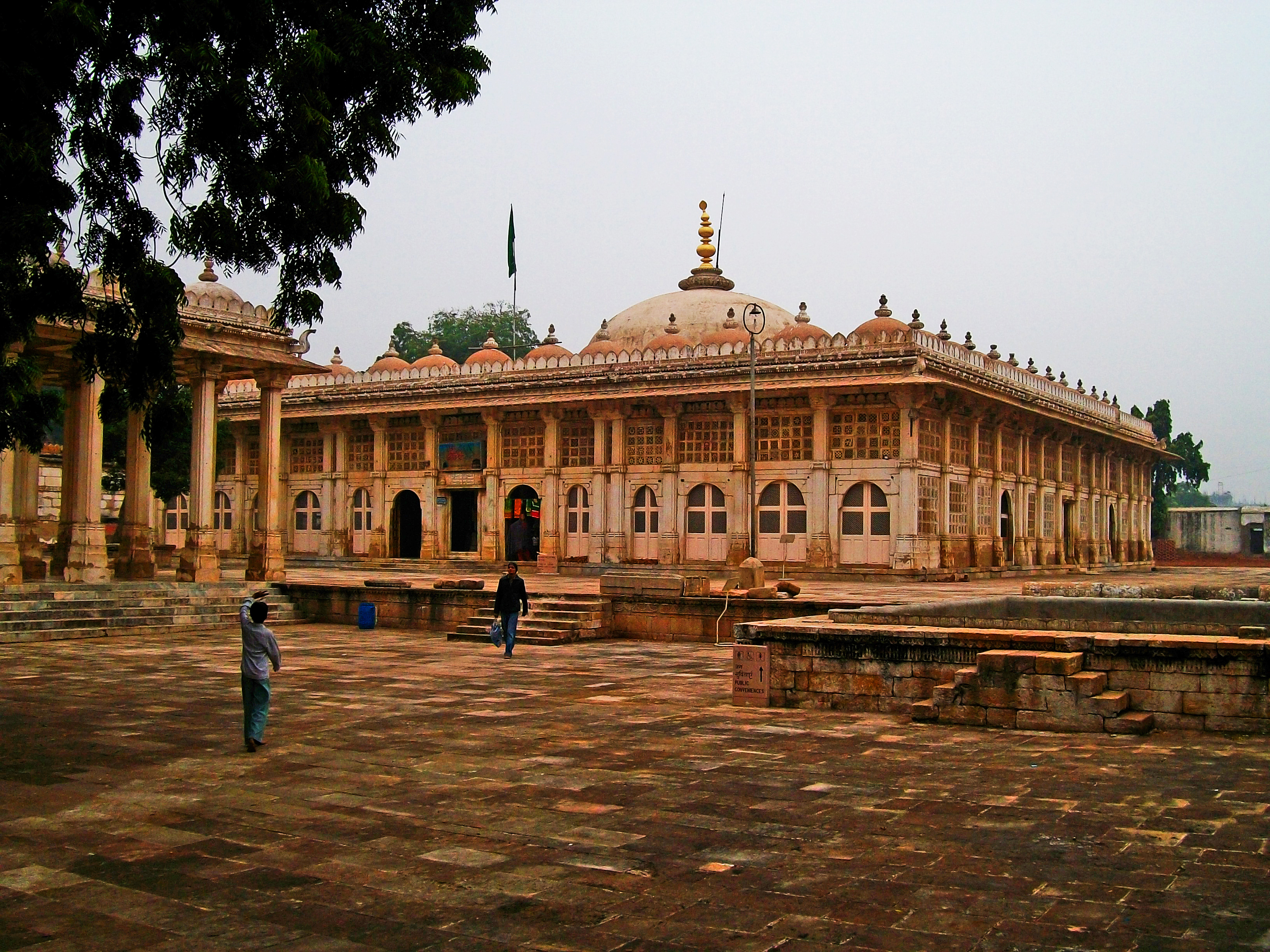
Храм Шейха Ахмеда Хатту в Саркхедж Роджа, где был похоронен Музаффар-шах II.

5 апреля 1526 года 51-летний гуджаратский султан Музаффар-шах II скончался в Ахмадабаде. Перед смертью он официально назначил свои наследником старшего сына Сикандар-хана. Перед смертю Музаффар-шах путешествовал из Чампанера в Бароду, а затем Ахмадабад и жил во дворце на озере Канкария.
Музаффар-шах был похоронен в святилище Шейха Ахмеда Хатту в Саркхедж Роджа рядом с могилой своего отца . Его старший сын и преемник, Сикандар-шах, пробыл у власти несколько месяцев. 30 мая 1526 года его убил Имад-уль-Мульк Хуш Кадам, который посадил на престол его младшего брата Насир-хана, получившего тронное имя — Махмуд-шах II, и управлял от его имени.
Единственным событием правления султана Сикандар-шаха было уничтожение армии, посланной против его брата и соперника Латиф-хана, которому помогал рана Бхим из Мунги (сейчас — Чхота Удайпур). Имад-уль-Мульк лишился поддержки гуджаратской знати. В это время в Гуджарат из изгнания вернулся принц Бахадур-хан, который получил поддержку местной знати. Бахадур-хан прибыл в Чампанер, захватил в плен и казнил Имад-уль-Мулька, приказал отравить своего брата Насир-хана, а сам вступил на султанский престол в 1527 году под титулом Бахадур-шаха.